# Elaphoglossum lawyerae
Elaphoglossum lawyerae är en träjonväxtart som beskrevs av John T. Mickel. Elaphoglossum lawyerae ingår i släktet Elaphoglossum och familjen Dryopteridaceae. Inga underarter finns listade.